# Машино (Бахчисарайский район)
Ма́шино (до 1948 года Татарко́й; укр. Машине, крымскотат. Tatarköy, Татаркой) — село в Верхореченском сельском поселении Бахчисарайского района Республики Крым (согласно административно-территориальному делению Украины — Верхореченский сельский совет Автономной Республики Крым).

## Современное состояние
В Машино 2 улицы; по данным сельсовета на 2009 год, в селе было 97 дворов, в которых, на площади 22 гектара, числилось 285 жителей. Машино связано автобусным сообщением с Бахчисараем и Симферополем.

## Население
| 2001 | 2014 |
| ---- | ---- |
| 246  | ↘239 |

Всеукраинская перепись 2001 года показала следующее распределение по носителям языка:
| Язык             | Число жит. | Процент |
| ---------------- | ---------- | ------- |
| русский          | 180        | 73,17   |
| крымскотатарский | 64         | 26,02   |
| украинский       | 1          | 0,41    |
| белорусский      | 1          | 0,51    |

### Динамика численности
| - 1805 год — 35 чел. - 1864 год — 7 чел. - 1926 год — 73 чел.. - 1939 год — 168 чел. | - 1989 год — 99 чел. - 2001 год — 246 чел. - 2009 год — 285 чел. - 2014 год — 239 чел. |

## География
Машино расположено в центральной части района, в начале Второй Гряды Крымских гор, на правом склоне долины реки Кача, высота центра села над уровнем моря 249 м. К северу от села возвышаются две горы-останца, на которых находятся пещерные города Тепе-Кермен и Кыз-Кермен. Расстояние до Бахчисарая около 11 километров, там же ближайшая железнодорожная станция — Бахчисарай. Соседние сёла: Кудрино — в 1 км восточнее, выше по реке и Баштановка — в 2 км к юго-западу, ниже по течению. Транспортное сообщение осуществляется по региональной автодороге 35Н-064 Бахчисарай — Шелковичное (по украинской классификации — С-0-10226).

## История

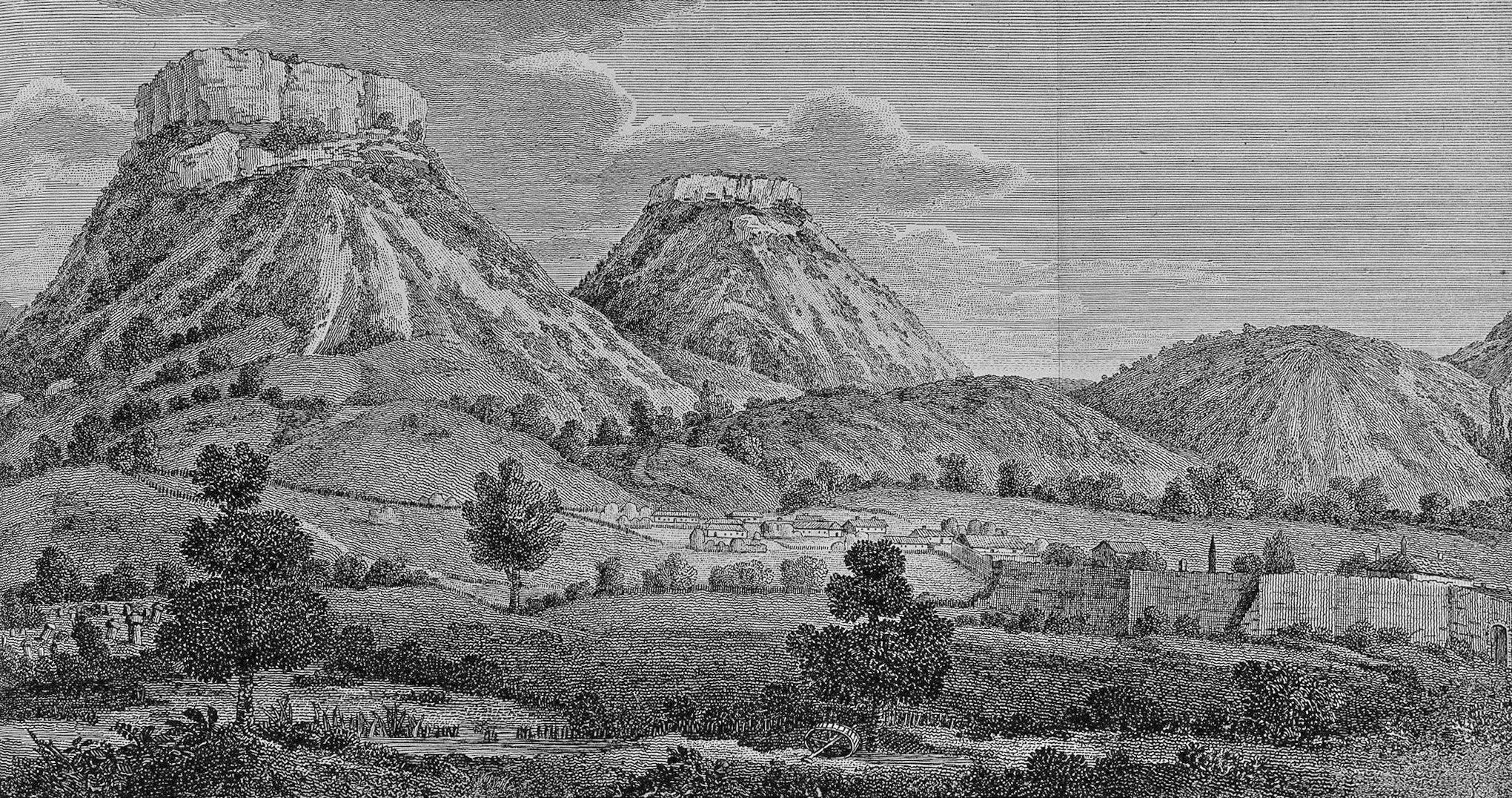
Афанасий де Палдо. Тепе Кирман. Иллюстрация из книги «Досуги крымского судьи или Второе путешествие в Тавриду» П. И. Сумарокова, Ч. 1-2. СПб., 1803–1805

Историческое название села Татаркой — в переводе татарская деревня. Исходя из того, что окружающие сёла были населены преимущественно христианами (греками-урумами), историки предполагают, что Татаркой моложе соседних сёл и был основан мусульманами после падения княжества Феодоро, то есть, после 1475 года. Документально в русских источниках упоминается впервые в Камеральном описании Крыма 1784 года как деревня бакче-сарайскаго каймаканства Бакче-сарайскаго кадылыка (судебного округа) Татар киой. После присоединения Крыма к России 8 (19) апреля 1783 года, 8 (19) февраля 1784 года, именным указом Екатерины II сенату, на территории бывшего Крымского Ханства была образована Таврическая область и деревня была приписана к Симферопольскому уезду. Перед Русско-турецкой войной 1787—1791 годов производилось выселение крымских татар из прибрежных селений во внутренние районы полуострова, в ходе которого в Татаркой было переселено 6 человек. В конце войны, 14 августа 1791 года всем было разрешено вернуться на место прежнего жительства. После Павловских реформ, с 1796 по 1802 год, входила в Акмечетский уезд Новороссийской губернии. По новому административному делению, после создания 8 (20) октября 1802 годe Таврической губернии, Татаркой включили в состав Алуштинской волости Симферопольского уезда.
По Ведомости о всех селениях в Симферопольском уезде состоящих с показанием в которой волости сколько числом дворов и душ… от 9 октября 1805 года, в Татар-кое записано 35 крымских татар в 6 дворах, столько же дворов указано на военно-топографической карте генерал-майора Мухина 1817 года. В результате реформы волостного деления 1829 года Татаркой, согласно «Ведомости о казённых волостях Таврической губернии 1829 года», передали из Алуштинской волости в состав Дуванкойской.

10—11 июля 1825 года в Татаркое, в имении Екатерины Осиповны Офрен, дочери французского актёра Жана Офрена, приехавшего в конце XVIII века в Россию, гостил русский поэт Грибоедов. К тому времени деревни, как таковой, не существовало: Шарль Монтандон в своём «Путеводителе путешественника по Крыму, украшенный картами, планами, видами и виньетами…» 1833 года так описал Татаркой
…покинутый татарский хутор, расположенный у воды; мы видим здесь селение, которое некогда было очень красивым, но из-за отсутствия ухода в скорости превратится в развалины; внимание привлекает лишь место его расположения.
 На карте 1842 года Татаркой не обозначен,
В Списке населённых мест Таврической губернии по сведениям 1864 года, составленном по материалам VIII ревизии, Татаркой указан как владельческая дача (видимо, тех же Офрен) с двумя дворами и 7 жителями при реке Каче. Нет деревни и в «Памятной книге Таврической губернии 1889 года», составленной по результатам Х ревизии 1887 года, лишь на верстовой карте 1890 года указаны 2 безымянных хутора. По Статистическому справочнику Таврической губернии. Ч.II-я. Статистический очерк, выпуск шестой Симферопольский уезд, 1915 год, на хуторе И. Д. Пигита Татаркой Тав-Бодракской волости Симферопольского уезда числился 1 двор без населения и 2 приписанных к нему сада.
После установления в Крыму Советской власти, по постановлению Крымревкома от 8 января 1921 года была упразднена волостная система и село вошло в состав Бахчисарайского района Симферопольского уезда (округа), а в 1922 году уезды получили название округов. 11 октября 1923 года, согласно постановлению ВЦИК, в административное деление Крымской АССР были внесены изменения, в результате которых был создан Бахчисарайский район и село включили в его состав. Согласно Списку населённых пунктов Крымской АССР по Всесоюзной переписи 17 декабря 1926 года, в селе Татаркой, Пычкинского сельсовета Бахчисарайского района, числилось 19 дворов, все крестьянские, население составляло 73 человека (33 мужчины и 40 женщин), все татары. По данным всесоюзной переписи населения 1939 года в селе проживало 168 человек.
В 1944 году, после освобождения Крыма от фашистов, согласно Постановлению ГКО № 5859 от 11 мая 1944 года, 18 мая крымские татары были депортированы в Среднюю Азию. 12 августа 1944 года было принято постановление № ГОКО-6372с «О переселении колхозников в районы Крыма» по которому в район планировалось переселить 6000 колхозников и в сентябре 1944 года в район приехали первые новосёлы (2146 семей) из Орловской и Брянской областей РСФСР, а в начале 1950-х годов последовала вторая волна переселенцев из различных областей Украины. С 25 июня 1946 года Татаркой в составе Крымской области РСФСР. Указом Президиума Верховного Совета РСФСР 18 мая 1948 года село Татаркой было переименовано в Машино. 26 апреля 1954 года Крымская область была передана из состава РСФСР в состав УССР. На 15 июня 1960 года село числилось в составе Предущельненского, на 1968 год — в составе Верхореченского. По данным переписи 1989 года в селе проживало 99 человек. С 12 февраля 1991 года село в восстановленной Крымской АССР, 26 февраля 1992 года переименованной в Автономную Республику Крым. С 21 марта 2014 года — в составе Республики Крым России.

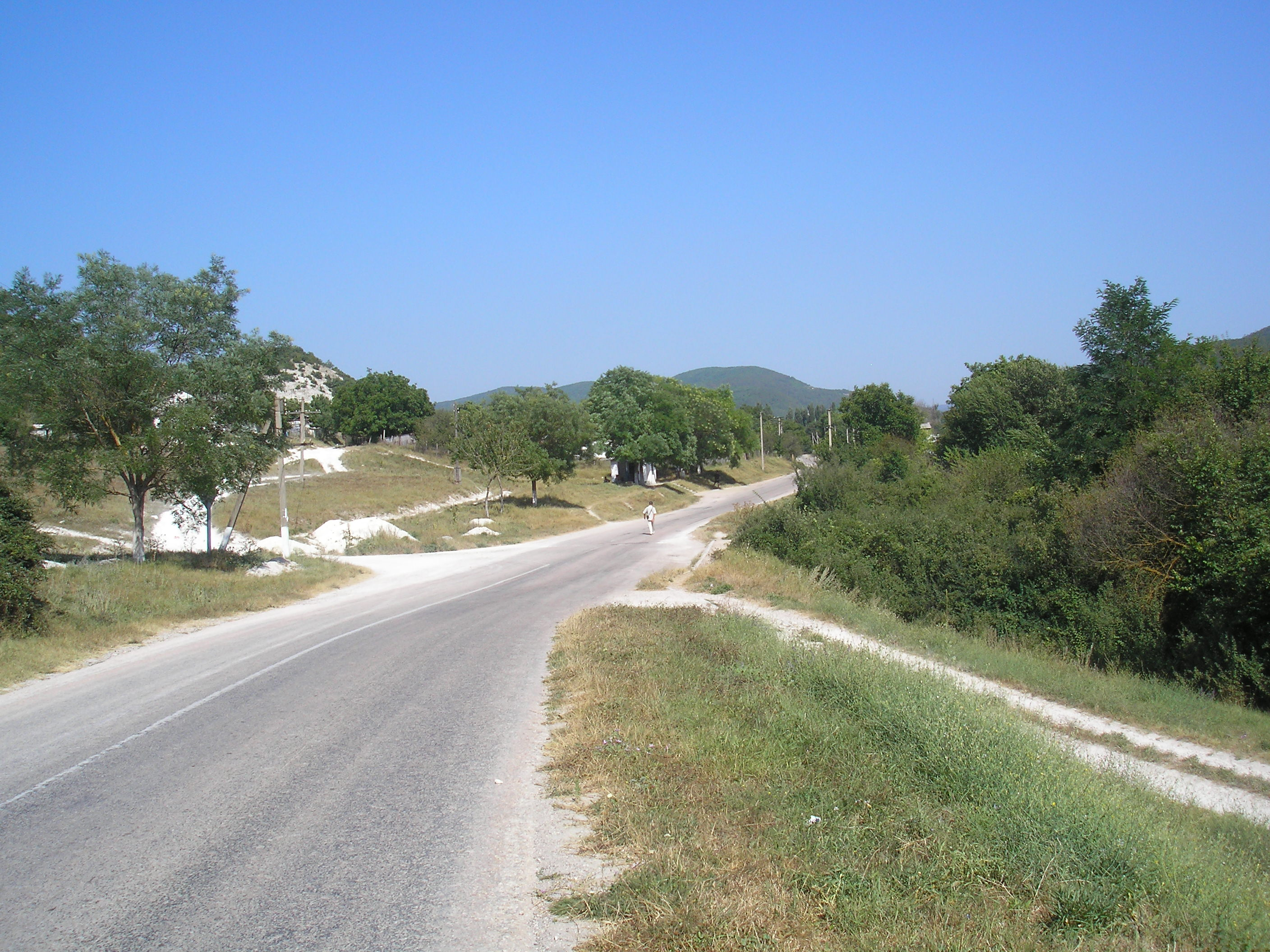
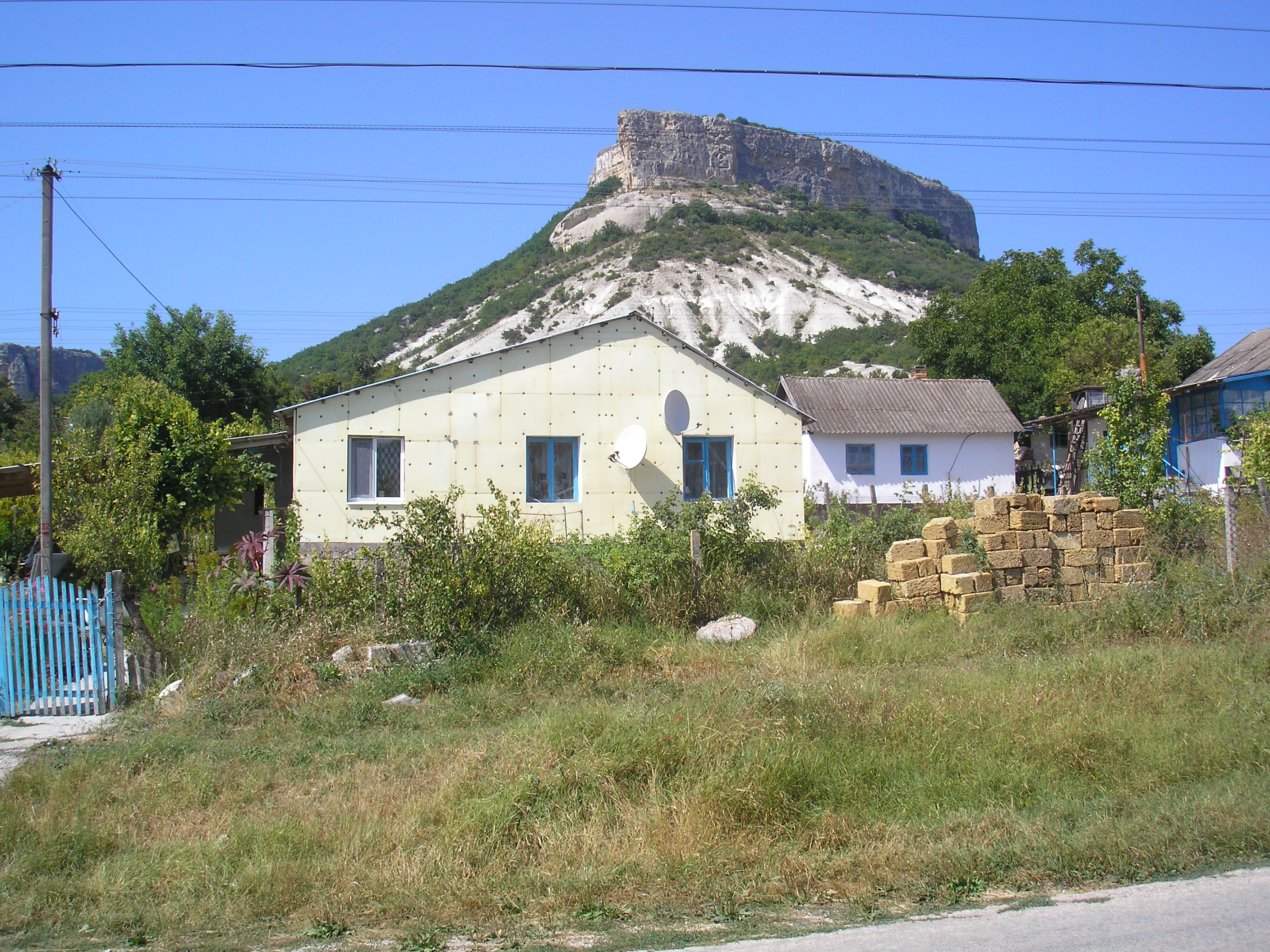
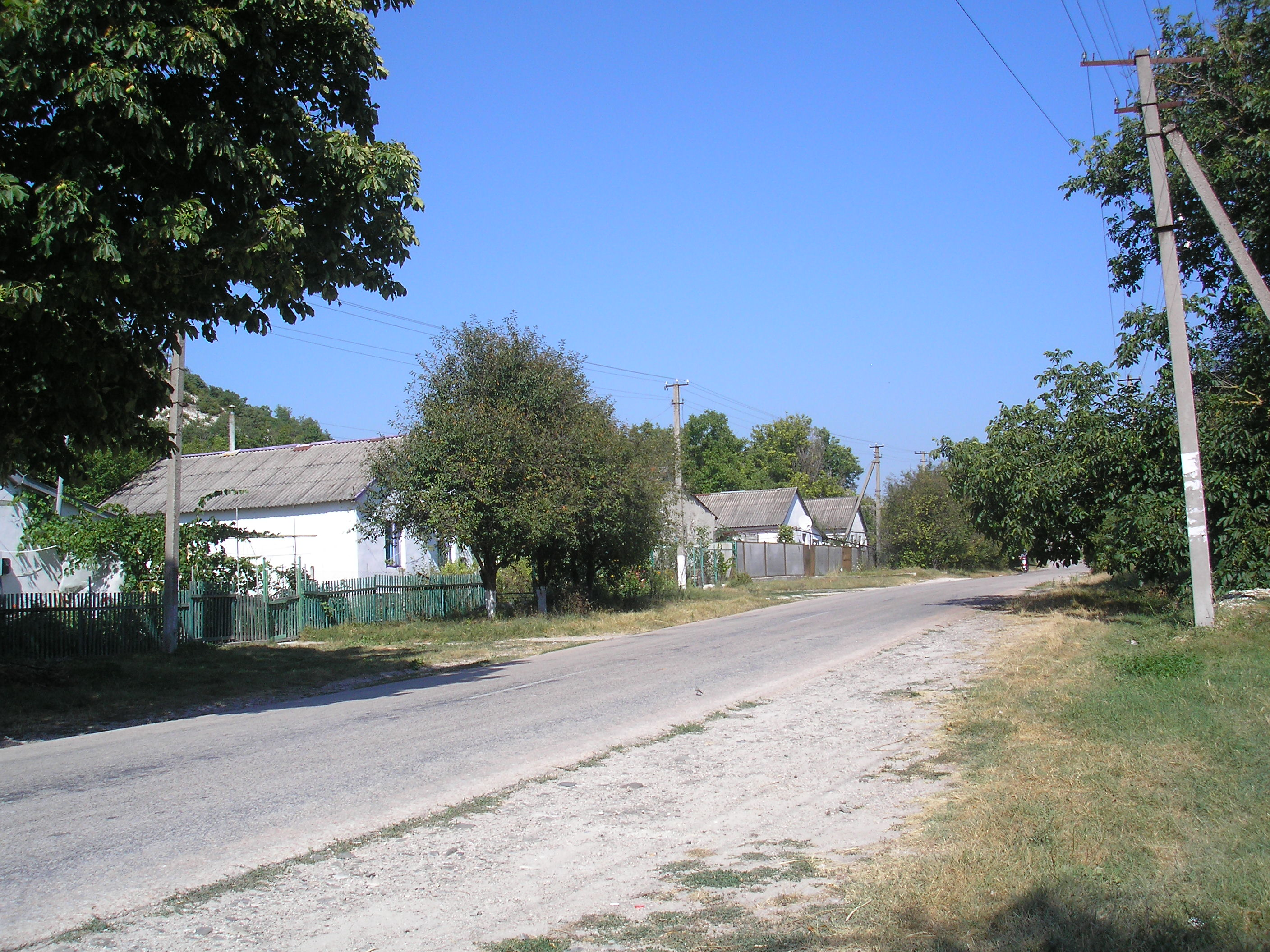
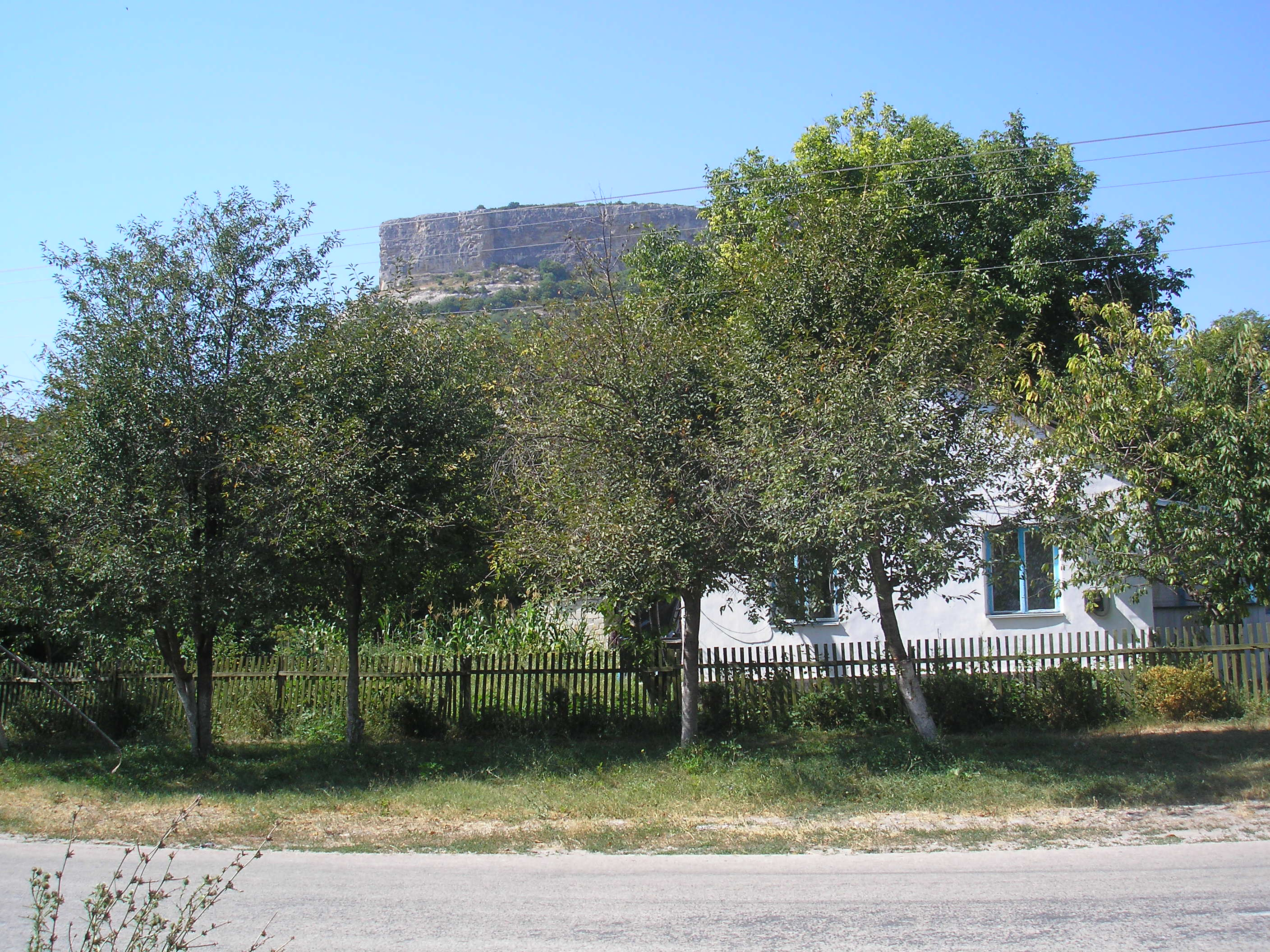

## Достопримечательности
К северу от села, менее чем в километре, возвышается плато Кыз-Кермен с остатками средневекового укрепления — популярный туристский объект.